# 오페라리우 페호비아리우 EC
오페라리우 페호비아리우 이스포르치 클루비는 브라질의 축구단으로 파라나 주의 폰타그로사를 연고로 한다.

## 우승
- 캄페오나투 파라나엔시: 1
  - 2015

## 선수 명단

### 현역
참고: FIFA 자격 규정에 따라 소속된 국가대표팀 국기를 표시합니다. 선수는 복수의 FIFA 비회원국 국적을 가지고 있을 수 있습니다.
| 번호 | 포지션 | 국적     | 이름              |
| ---- | ------ | -------- | ----------------- |
| 2    | DF     | 파라과이 | 산티아고 오캄포스 |

| 번호 | 포지션 | 국적 | 이름 |
| ---- | ------ | ---- | ---- |